# لیندسی جنیریچ
لیندسی جنیریچ (انگلیسی: Lindsay Jennerich؛ زادهٔ ۳۰ ژوئیهٔ ۱۹۸۲) ورزشکار روئینگ اهل کانادا است.
وی در مسابقات کشوری و بین‌المللی در مجموع برندهٔ ۱ مدال طلا، ۳ مدال نقره شده‌است.